# Ballets Rusos

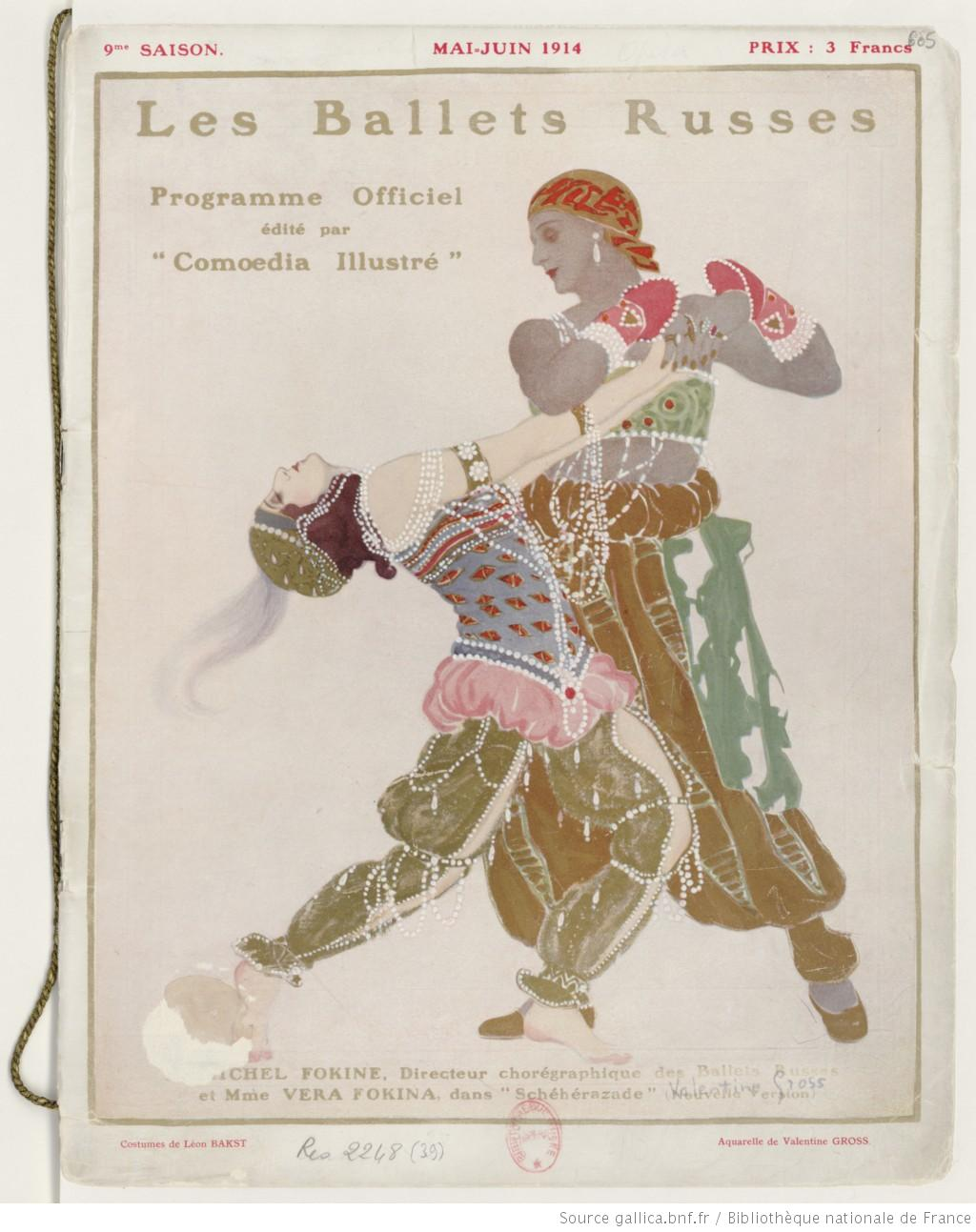
Programa oficial de los Ballets Rusos, mayo-junio 1914.

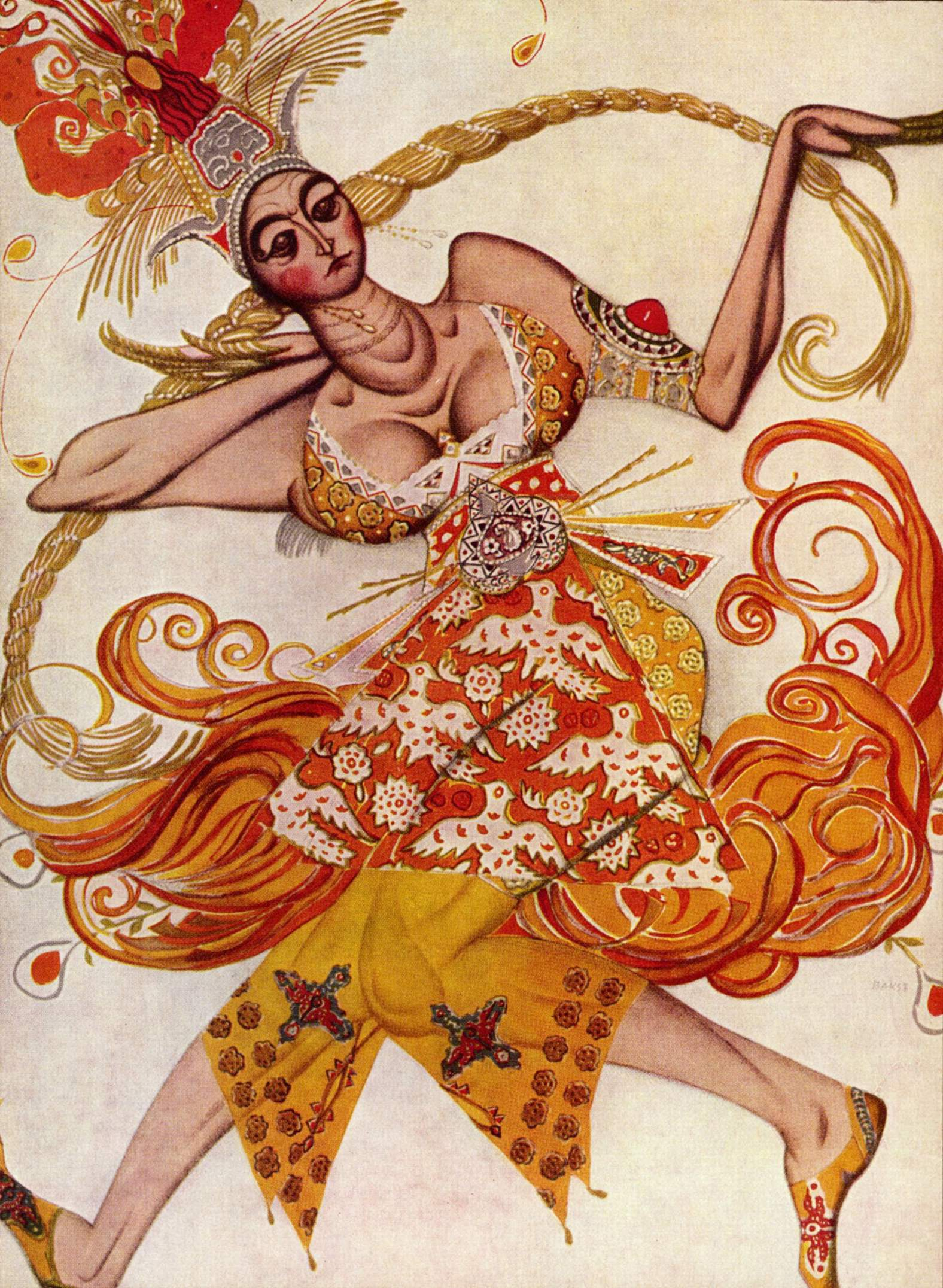
Léon Bakst: El pájaro de fuego, bailarina, 1910.

El ballet ruso (en ruso: Русский балет Дягилева, en francés: Ballets Russes) fueron una célebre compañía de ballet creada en 1909 por el empresario ruso Serguéi Diáguilev, con los mejores integrantes del Ballet Imperial del Teatro Mariinski de San Petersburgo. Durante veinte años exploraron diferentes corrientes y géneros artísticos en pos de la innovación y la vanguardia, siempre bajo el concepto wagneriano del arte. Tuvo diferentes residencias, primero en el Théâtre Mogador de París, luego en Montecarlo, París y Londres. Se deshizo en 1929 tras la muerte de Diáguilev.
Causó sensación en Europa Occidental gracias a la gran vitalidad de la escuela rusa comparada con el ballet que se hacía en Francia en aquella época. Se convirtió en la compañía de ballet más importante de su época, y su influencia, de una u otra manera, perdura hasta el día de hoy.

## Historia de los Ballets Rusos

### Origen
El nacimiento de los Ballets Rusos se remonta a años antes y a más de una persona. Serguéi Pávlovich Diáguilev le da comienzo a su carrera artística en el un ámbito de intelectuales petersburgueses de la época, que se agruparon bajo el nombre de Mir iskusstva. Cuando Diáguilev ingresa en este colectivo, su ignorancia artística era manifiestamente evidente, por tanto, decidieron llevarlo de viaje por toda Europa para que captara los diferente estilos que se recogían por todo el continente.
Tenían como objetivo “reeducar” a Rusia poniendo a su alcance el arte extranjero, de alguna forma acercarlo al país, todo ello partiendo de la idea base de que ellos entendían el concepto de arte de forma wagneriana, es decir, la premisa de la obra de arte total, algo que más adelante quedaría reflejado en los trabajos de Diáguilev.
Después de un tiempo, tras la llegada de Serguéi Diáguilev al grupo, coincide en 1899 un cambio en la dirección de los teatros imperiales y pasó a manos del kniaz Serguéi Volney, quien ya se había fijado en el trabajo de Mir iskusstva, decidiendo así ofrecerle trabajo a varios de ellos dentro del teatro, entre ellos por supuesto, Diáguilev. En 1900, el príncipe Volkonski le ofrece a este último encargarse de los llamados Anuales del Teatro, una publicación donde se recopilaba todo lo realizado a lo largo del año en dicho teatros imperiales. El programa fue un éxito pero económicamente un desastre, ya que Diáguilev arruinó las arcas del teatro por lo que fue despedido y sus relaciones con la institución imperial, totalmente cortadas. Sin embargo él decidió continuar por su cuenta, respaldado por el ya más que consolidado Mir Iskusstva, emprendiendo nuevos proyectos artísticos. Así, en 1905, comenzó junto con sus colegas intelectuales una nueva empresa muy novedosa, en la que su objetivo era que hacer que los rusos volvieran a tomar consciencia de su pasado artístico. Para ello, se pasó varios meses viajando por su nación recopilando diversa información. En 1906, consideró que ya estaba listo para compartirlo con el resto de Europa, y llevó todo lo aprendido a París en el formato de una exposición. A los ciudadanos parisinos les agradó esto, por lo que al año siguiente fueron ellos mismos los que lo invitaron para que llevara algo similar, en este caso, una recopilación de varios conciertos rusos. En 1907, París era asombrado por obras de compositores como Glazunov, Chaikovski o Rimski-Kórsakov. Tras el nuevo triunfo, al año siguiente se decanta por una obra a lo grande, la gloria de la gran escena rusa: una ópera, Borís Godunov de Modest Músorgski.
En 1909, Diáguilev quiso repetir, pero esta vez con otra ópera de Borodín llamada El Príncipe Ígor. Dentro de esta ópera se encontraban las “Danzas polovtsianas”. Diáguilev encargó al por aquel entonces joven Fokine, que también estaba en el grupo de intelectuales, que se hiciera cargo de la coreografía. Días antes de representar esta obra, se le comunicó a Diáguilev que el teatro de la Ópera de París no estaría disponible, y que la obra tendría que tener lugar en el Teatro de Châtelet, un teatro de menores dimensiones y no tan prestigioso. El empresario consideró entonces que la obra no luciría de la misma forma en este nuevo lugar, por lo que tomó la decisión de no representarla y tomar otro camino: reclutar a bailarines de los Ballets Imperiales y poner en escena obras de Fokine ya estrenadas en el Teatro Mariinski.
Es aquí donde oficialmente los Ballets Rusos de Diáguilev se forman como una asociación de bailarines, coreógrafos, compositores, etc. bajo la dirección de este, en condición de mecenas. Esta constituiría la primera temporada, en 1909, y la compañía se consolidaría a lo largo de los años como una de las más influyentes y veneradas del momento, dando giras por muchos lugares del mundo hasta la muerte de su fundador en 1929.

### Primera temporada, 1909
Coreógrafo principal Fokine, programa mixto.
- Chopiniana (Les Sylphides)

La primera versión fue en el año 1907 (Teatro Mariinski), donde el coreógrafo utiliza la música no compuesta para ser bailada. Este ballet nos recuerda un pasado romántico el cual está inspirado en los ballets Grand Pas de Quatre (Pas de Quatre), Giselle y La Sylphide. Como características destacables es un ballet atmosférico, sin argumento, predomina la interpretación y hay conexión entre solistas y cuerpo de baile, es decir que interactúan entre ellos. Dentro del ballet podemos encontrar un carácter más folclórico en las mazurcas, vals y polonesas. Recibe el nombre de Chopiniana en homenaje a un ballet de Taglioni, y fue idea de Benois.
- Le Pavillon d'Armide

Es una obra basada en el cuento de Gautier. Es estrenada en 1907 (Mariinski) con tema mitológico. Ballet de un solo acto. El libreto y los diseños los realizará Benois. Su música es compuesta por Nikolái Cherepnín. Es importante destacar que es un ballet que rinde homenaje a los ballets franceses.
- Le Festin de l´Aragne

Divertimento. Dentro de esta obra se encontraba la variación del “Pas de deux del Pájaro Azul” donde Nijinsky como protagonista parecía que realmente volaba mientras bailaba.
- Las Danzas polovtsianas de El Príncipe Ígor

Aparecen en el segundo acto de la ópera. Resultaron como algo innovador, dotado de una gracia exótica, acompañado de una melodía de evocación oriental. Posee el mayor éxito de esta temporada por la fuerza rítmica y orquestal, donde el vestuario y los decorados son predominantes. La coreografía sobresale por los movimientos y saltos realizando ritmos golpeando el suelo.
- Les Nuits d´Egypte

### Segunda temporada, 1910
Coreógrafo principal Fokine
- Carnaval

Inspirada esta obra en la estética de Le Festin y Le Pavillon. Se basa en los personajes de la comedia del arte y en la música compuesta por Schumann.
- Giselle

Fue una obra que no tuvo el éxito que se esperaba, puesto que ya se había representado en los escenarios parisinos. Su intérpretes fueron Nijinsky y Tamara Karsávina.
- Sheherezade

Basada en los personajes de Shakhriyar y su hermano, de Las mil y una noches. Su estilo es oriental y destaca por su música creada por Kórsakov. Posee una serie de leitmotivs donde los bailarines con sus movimientos expresan la poesía de la época de los sultanes. Sus diseños fueron realizados por Léon Bakst. Esta obra es la que sobre sale de esta temporada por sus innovaciones en los diseños, considerando su escenografía una de las más importantes de todo el siglo XX.
- El pájaro de fuego

Este ballet está inspirado en una leyenda folklórica rusa, con música de Ígor Stravinski. Fue la primera gran colaboración entre coreógrafo, compositor y diseñadores. Es importante destacar que la obra fue compuesta para la bailarina Anna Pávlova, pero cuando esta la escuchó le pareció horrible por lo que decidió abandonar la compañía para siempre. Más tarde montó ella la suya propia, donde se construiría una carrera aún más larga e importante.

### Tercera temporada, 1911
Coreógrafo principal Fokine
- Narcisse

Ballet de tema clásico con la música de Nikolái Cherepnín que inauguró una nueva estética ya para el siguiente año, con la obra de La siesta de un fauno.
- El Espectro de la rosa

Es una obra inspirada en el poema de Gautier. Aunque su estética realmente fuese romántica, está considerada como neorromántica, al situarse fuera del periodo. La pareja de intérpretes fueron Tamara Karsávina y Nijinsky, consagrándose así como una de las más importantes parejas de la historia de la danza. La obra puede considerarse en algunas partes de estilo barroco por el recargado trabajo de manos. Un ejemplo será el quiebre de muñecas.
- Petrushka

Obra de carácter realista, creada para el bailarín Nijinsky. Constituye el culmen de la innovaciones coreográficas de Fokine y en ella se refleja de forma clara el concepto wagneriano de obra de arte total. La música es de Stravinsky y los decorados de Alexandre Benois. Fue un gran éxito desde su estreno.

### Cuarta temporada, 1912
En esta temporada hubo una novedad, Diáguilev encargó a Nijinsky una coreografía. Esto provocó ciertas tensiones entre Fokine y el director, derivando finalmente en el abandono del coreógrafo de la compañía. Las dos obras realizadas para esta temporada estuvieron muy desequilibradas en la repercusión que supusieron, mientras que la obra de Nijinsky fue muy alabada, la de Fokine dejó bastante indiferente al público.
- Daphnis et Chloé

Coreografía de Fokine y música de Ravel
- La siesta de un fauno

Coreografía hecha por Nijinsky. Música de Claude Debussy. Basado en un poema de Mallarmé. Es más que una coreografía, un desarrollo de pasos que simbolizaban los dibujos pintados en las vasijas griegas. Predominaban las posiciones de perfil y los pies en paralelo, todo ello bajo un aura de bidimensionalidad. La obra supuso un escándalo entre el público, que cuando esta llegó a su fin, tuvieron lugar abucheos, insultos y gritos. Esto fue debido sobre todo por la escena final, en la que el protagonista se masturba en pleno escenario. Sin embargo, Diáguilev estaba muy contento pues acababa de encontrar su nueva clave del éxito: el escándalo.

### Quinta temporada, 1913
Coreógrafo principal Nijinsky.
- La consagración de la primavera

La música fue compuesta por Stravinsky, la cual resultó ser de una gran complejidad por lo que Diáguilev contrató a María Rambert, una bailarina de origen polaco, para que ayudara a Nijinsky a los bailarines con la coreografía en el conteo de la música. En esta obra Nijinsky fue un paso más allá e invirtió el en dehors ya no a pies paralelos, sino hacia dentro. A esto hay que añadir que las posiciones de los brazos y las manos con los puños cerrados evocaban a una estética primitiva. La obra se desarrollaba a lo largo de dos actos, el primero hacía referencia a la adoración de la tierra y el segundo al sacrificio.
Al poco tiempo, la coreografía se perdió al dejar de ser representada. Recientemente, Millicent Hodson y Kenneth Archer realizaron una reconstrucción de la obra basándose en los dibujos que se encontraron hechos por Marie Rambert, los cuales recogían en su gran mayoría los pasos de la coreografía. No obstante, destacar que es tan solo una reconstrucción derivada de la interpretación que estos le han dado a los documentos de la coreógrafa.
- Jeux

Música de Debussy. Se desarrolla con esta obra el tema del deporte, más adelante de nuevo empleado por otros coreógrafos como sería Nijinska. Representa una partida de tenis. No tuvo el recibimiento esperado ni por parte del público ni de la crítica.

### Sexta temporada, 1914
A partir de este año, la compañía se enfrentó a su época más convulsa, intentando sobrevivir entre todo el caos de Europa. Durante esta época no contaron con un escenario fijo, lo cual dificultó todavía más la situación. Nijinsky había abandonado los Ballets Rusos tras ser víctima de una enfermedad mental y ser ingresado en un psiquiátrico. Es entonces que Diáguilev decidió volver a llamar a Fokine para la creación de una nueva obra.
- El gallo de oro

Ballet de Fokine estrenado en la Ópera de París el 24 de mayo de 1914 con Tamara Karsávina, Alexis Bulgákov y Enrico Cecchetti en los papeles principales.
- La Leyenda de José

Es un ballet de carácter bíblico donde Massine debutó como bailarín principal, quien al año siguiente se convertiría en el coreógrafo de la compañía. La música es de Richard Strauss.

### Séptima temporada, 1917
- Parade

La música fue realizada por Erik Satie y los decorados y vestuario por el pintor español Pablo Picasso. Tiene una concepción dadaísta y estética cubista, considerada a día de hoy como la precursora del surrealismo. Sin duda dio comienzo a una nueva época poniéndose como el ejemplo perfecto del vanguardismo. Con todo, fue un ballet bastante problemático; Diáguilev se empeñó en crear la gran obra de arte total, haciendo que varios géneros artísticos convivieran en una misma obra. Sin embargo, la danza se vio afectada, entre otros motivos, por los trajes que al ser tan voluminosos impedían los movimientos de los bailarines. El efecto de Parade fue todo el contrario del que originalmente pretendía el director: con esta obra se rompía el equilibrio hasta ahora bastante mantenido entre las artes.
Tras la representación de esta obra muchos bailarines decidieron abandonar la compañía y tomar otro rumbo en sus carreras, incluso el propio Massine marcharía, por la ausencia de nuevos proyectos donde la danza aún tuviera peso y no se viera eclipsada por otras artes.
A partir de aquí se cierra una etapa en la historia de los Ballets Rusos, dando comienzo a una nueva que recibe el nombre de “Época Cocktail” por su mezcla de estéticas y vanguardias; unos años en los que casi toda obra creada no sobreviviría al paso del tiempo, en excepción de otras que se convertirían en auténtica obras maestras.

### Época Cocktail, 1919
El marco histórico que recoge este momento fue la Primera Guerra Mundial. La compañía de Diáguilev se vio obligada a refugiarse principalmente en España durante estos años, en aquel momento neutra en el conflicto bélico. Habían visitado el país con anterioridad en 1916. Aquí Diáguilev se empapó de la cultura nacional y entró en contacto con la masa intelectual. Conoció al compositor Manuel de Falla y pronto se planteó la idea de la creación de una nueva obra.
- El sombrero de tres picos

Está basada en otra obra del músico llamada El corregidor y la molinera que en ese momento estaba creando para la compañía de teatro de Gregorio y María Martínez Sierra. El decorado y vestuario fueron encargados al pintor español Picasso, los cuales esta vez sí eran aptos para bailar con facilidad y gracia. La coreografía fue concebida por Massine, aunque con la ayuda adicional del bailaor Félix Hernández, quien se encargaría de enseñarle el arte de la danza española en su más pura esencia. El ballet constituyó un gran homenaje a Francisco de Goya, cuyas influencias quedaban perfectamente reflejadas y recogidas en el diseño de los trajes.
El ballet se estrenó en Londres en 1919 suponiendo un gran éxito, pero cuando lo trajeron a España, fue muy criticado por su falta de rigor y tendencia a los estereotipos. Lo que no había entendido el público nacional fue que la obra no era realista porque se trataba de una estilización de la cultura.

### Época Cocktail, 1921
Una vez finalizada la guerra, la compañía se vuelve a recomponer pero de nuevo sin coreógrafo, puesto que Massine, en desacuerdo con el rumbo que estaban cogiendo los Ballets Rusos, decide marcharse y abandonar su puesto. Sería Bronislava Nijinska la nueva coreógrafa de la compañía, quien la había abandonado con su hermano Nijinsky años atrás.
- The Sleeping Princess

Para el papel de Aurora, Diáguilev pensó en Carlotta Brianza, sin embargo, esta rechazó su invitación puesto que prefería interpretar el personaje de Carabosse, creado con anterioridad por Cechetti. Finalmente lo hizo Olga Spesívtseva. Nijinska se encargó de revisar la coreografía, a la que añadiría números adicionales como una variación nueva para el Hada de las Lilas. La obra no alcanzó las expectativas del director, siendo uno de los mayores fracasos de su carrera. Esto se puede entender analizando la manera en la que él tenía “acostumbrado” al público. Hasta el momento sus obras eran novedosas y cortas, a diferencia de esta obra de gran envergadura de tres actos, prólogo y apoteosis, basada en la idea de Ballet à Grand Spectacle.

### Época Cocktail, 1923
- Les Noces

Una obra que tardó en salir adelante por diferencias entre el empresario y la coreógrafa Nijinska. La obra recrea el ritual de una boda campesina rusa representando su austeridad y su crudeza. Está dividida en cuatro escenas: “en casa de la novia”, “en casa del novio”, “la salida de la novia” y “la fiesta”. Puso a las mujeres del cuerpo de baile con zapatillas de puntas con la intención de alargarla figura, algo bastante neoclásico para la época. Utilizó el en dedans como su hermano, los acentos abajo y los puños cerrados para concentrar toda la energía. Además consiguió plasmar el concepto musical de Stravinsky en el escenario, algo dicho incluso por el propio compositor. Para la coreógrafa, este ballet supuso su consolidación como tal, una de las más importante de la historia.

### Época Cocktail, 1924
- Les Biches

El objetivo que se cumpliría, era la de crear unas nuevas sílfides que retratar a una nueva época. Su música fue compuesta por Francis Poulenc, quien se inspiró en los cuadros de Watteau. Nijinska como coreógrafa, supo reflejar una atmósfera corrupta, donde los personajes son más de lo que dejan ver sobre ellos. La naturaleza de cada uno de ellos no fue nunca confirmada por la artista, sin embargo de forma tácita, todo el público del momento era perfectamente capaz de asociar un nombre de una persona pública y reconocida de la época con cada personaje. Obtuvo un gran éxito al ser un ballet muy diferente y audaz, el cual mostraba una reunión social donde se retoma el lenguaje clásico de la danse d'école.
- Le Train Bleu

La coreografía era un ámbito masculino, donde predominaba el deporte (playa con bañistas y un campeonato de tenis). El vestuario lo realizaría Cocó Chanel, el cual no dejaba que los cuerpos de los intérpretes se lucieran mucho. Con esta obra, la carrera de Nijinska como coreógrafa de los Ballets Rusos llegaría a su fin .

### Nueva Época (1924-1929)
A partir de aquí, la compañía empezó a “degenerar” cada vez más. Diáguilev fue perdiendo perspectiva de sus objetivos principales y acabó creando “moda por la moda”. Muchos de los artistas que habían colaborado con él hasta ahora fueron abandonando a lo largo de los años la compañía. En 1924, un grupo de jóvenes proveniente del Teatro Mariinski llegó a París con la intención de audicionar para entrar en la compañía de Diáguilev, entre ellos Georgi Balanchivadze, más tarde conocido como George Balanchine, rebautizado por el propio Diáguilev. Él pasaría a ser el coreógrafo principal hasta la disolución de la compañía.
- Le Rossignol (1924)

La primera obra de Balanchine para los Ballets Rusos. Para ella recoreografió el ballet con el mismo nombre creado años atrás con música de Stravinsky. Los trajes fueron diseñados por Henri Matisse.
- La Chatte (1927)

Con música de Sauguet
- Apollon Musagète (1928)

Esta obra supuso un antes y un después en la estética coreográfica de Balanchine, además de serla gran primera colaboración del músico Stravinsky y él. Fue creada para Serge Lifar como intérprete principal. Significó la vuelta a un lenguaje más clásico, continuando la línea de creación de Nijinska en Les Noces. En Apollo, nombre con el que pasaría a la historia, el jazz queda reflejado en los movimientos de los bailarines, además de trabajo sincopado de pies y en el énfasis en el movimiento de la caderas. El ballet no supuso un gran éxito debido a la fuerte carga atlética de la coreografía, pero sería muy valorada con posterioridad pasando a ser una obra clave en la historia del siglo XX de la danza.
- El hijo pródigo (1929)

Con música de Serguéi Prokófiev

### Muerte de Diáguilev y consecuencias para los Ballets Rusos
“El efecto ocasionado por la muerte del empresario fue fulminante” (Abad, p. 126, 2012). Rápidamente se deshizo la compañía, a pesar de algunos intentos de mantener los Ballets Rusos vivos, ya no era lo mismo. Quedó en evidencia que sin él la compañía no podía sobrevivir, su trabajo como empresario y mecenas fue imprescindible durante los veinte años que duró, que consiguió guiar a diferentes generaciones de artistas bajo un mismo proyecto. Consiguió por un lado hacer un hueco a la danza entre otras artes, dándole la misma importancia. Con él la danza adquiere relevancia a nivel social, artístico e histórico. Además, su compañía sería la cuna de donde saldrían grandes artistas bien fueran coreógrafos, compositores o bailarines, e incluso escuelas, como la inglesa, puesto que la danza fue floreciendo allá por donde pasaban sus giras.
Sin embargo, también tuvo consecuencias negativas, como que su legado mirado desde otra perspectiva pasó a ser un lastre para el propio arte. Sus obras con el tiempo fueron distorsionadas con la idea de la obra de arte total, y los principios que estableció posteriormente muchos artistas los rechazarían completamente. El futuro de la danza se desarrolló por distintos caminos, o bien rechazando esas ideas o bien aceptándolas. “ ... el verdadero catalizador de lo que habría de venir después ... ” (Abad, p. 221, 2012).

## Las giras
La primera temporada de los Ballets Rusos tuvo lugar en el Teatro del Châtelet, del 18 de mayo al 18 de junio de 1909. Cada año, más o menos por las mismas fechas, la compañía volvió a París, al principio al Théâtre du Châtelet, más tarde a otros teatros.
A partir de 1911, la troupe da también representaciones en Roma, Viena, en el «Grand Théâtre» de Ginebra, Barcelona, Madrid y Valencia. Baila igualmente en América del Sur desde 1913; en los Estados Unidos desde 1915; tras la Primera Guerra Mundial, actúan en Bélgica entre 1922 y 1928; en Lausana y Berna en 1923; en los Países Bajos en 1924. La última representación de la compañía se dio en Vichy el 4 de agosto de 1929.
| Año  | Ciudades / Países |
| ---- | --- |
| 1909 | París |
| 1910 | Bruselas, París |
| 1911 | París, Londres, Montecarlo, Roma                                                                                           |
| 1912 | Berlín, Budapest, Londres, París, Viena                                                                                    |
| 1913 | América del Sur, Londres, Lyon, Montecarlo, París, Viena                                                                   |
| 1914 | Londres, París |
| 1915 | Estados Unidos, Ginebra, Italia                                                                                            |
| 1916 | Nueva York, Madrid, San Sebastián, Bilbao, Burdeos                                                                         |
| 1917 | Nueva York, París, Barcelona, América del Sur, Madrid, Roma                                                                |
| 1918 | Valladolid, Salamanca, Bilbao, Logroño, Zaragoza, Barcelona, Madrid, Valencia, Alcoy, Cartagena, Córdoba, Sevilla, Granada |
| 1919 | Londres, París |
| 1920 | París, Roma |
| 1921 | Ginebra, París, Lyon, Roma                                                                                                 |
| 1922 | Amberes, Bruselas, Ginebra, Ostende, París, Viena                                                                          |
| 1923 | Amberes, Berna, Ginebra, Lausana, Montecarlo, París                                                                        |
| 1924 | Ámsterdam, La Haya, Montecarlo, París, Róterdam                                                                            |
| 1925 | Barcelona, París |
| 1926 | Londres, Montecarlo, París, Viena                                                                                          |
| 1927 | Londres, Montecarlo, París                                                                                                 |
| 1928 | Bruselas, París |
| 1929 | Londres, París, Vichy |

### Repertorio (producciones)
Véase también: Categoría de las Producciones de los Ballets Rusos
| Año  | Obra                                                             | Compositor                                                              | Teatro                                                                           | Coreógrafo                                                                | Escenografía y diseño                       | Dirección                                 |
| ---- | ---------------------------------------------------------------- | ----------------------------------------------------------------------- | -------------------------------------------------------------------------------- | ------------------------------------------------------------------------- | ------------------------------------------- | ----------------------------------------- |
| 1909 | Danzas polovtsianas del Príncipe Ígor                            | Aleksandr Borodín                                                       | París, Le Châtelet (19 de mayo)                                                  | Michel Fokine                                                             | Nicholas Roerich                            | Emil Cooper                               |
| 1909 | Le Festin. Suite de danses (extractos de ballets del repertorio) | Rimski, Glinka, Chaikovski, Glazunov, Músorgski                         | París, Le Châtelet (19 de mayo)                                                  | Michel Fokine y Marius Petipa                                             | Léon Bakst y Alexandre Benois (y otros)     | Emil Cooper                               |
| 1909 | Le Pavillon d'Armide                                             | Nikolái Cherepnín                                                       | París, Le Châtelet (19 de mayo)                                                  | Michel Fokine                                                             | Alexandre Benois                            | Nikolái Cherepnín                         |
| 1909 | Les Sylphides. Rêverie romantique en un acto                     | Frédéric Chopin (orch.: Stravinski, Glazunov, Liádov, Sokolov, Tanéiev) | París, Le Châtelet (2 de junio)                                                  | Michel Fokine                                                             | Alexandre Benois                            | Nikolái Cherepnín                         |
| 1909 | Cléopâtre                                                        | Antón Arenski, Tanéiev, Rimski, Músorgski, Glinka, Cherepnín            | París, Le Châtelet (2 de junio)                                                  | Michel Fokine                                                             | Léon Bakst                                  | Nikolái Cherepnín                         |
| 1910 | Carnaval                                                         | Robert Schumann (orch.: Rimski, Liádov, Cherepnín, Glazunov)            | París, Opera (20 de mayo)                                                        | Michel Fokine                                                             | Léon Bakst                                  | Nikolái Cherepnín                         |
| 1910 | Sheherezade                                                      | Nikolái Rimski-Kórsakov                                                 | París, Opera (4 de junio)                                                        | Michel Fokine                                                             | Léon Bakst                                  | Nikolái Cherepnín                         |
| 1910 | Giselle                                                          | Adolphe Adam                                                            | París, Opera (18 de junio)                                                       | Michel Fokine                                                             | Alexandre Benois                            | Paul Vidal                                |
| 1910 | El pájaro de fuego                                               | Ígor Stravinski                                                         | París, Opera (25 de junio)                                                       | Michel Fokine                                                             | Aleksandr Golovín, Léon Bakst               | Gabriel Pierné                            |
| 1910 | Les orientales                                                   | Glazunov, Sinding, Arensky, Grieg, Borodín                              | París, Opera (25 de junio)                                                       | Michel Fokine                                                             | Léon Bakst                                  | Nikolái Cherepnín                         |
| 1911 | El Espectro de la rosa                                           | Carl Maria von Weber                                                    | Montecarlo, Casino (19 de abril) - París, Le Châtelet (6 de junio)               | Michel Fokine                                                             | Léon Bakst                                  | Nikolái Cherepnín                         |
| 1911 | Narcise                                                          | Nikolái Cherepnín                                                       | Montecarlo, Casino (26 de abril) - París, Le Châtelet (6 de junio)               | Michel Fokine                                                             | Léon Bakst                                  | Nikolái Cherepnín                         |
| 1911 | Sadkó en el Reino subacuático                                    | Nikolái Rimski-Kórsakov                                                 | París, Le Châtelet (6 de junio)                                                  | Michel Fokine                                                             | Borís Anisfeld                              | Nikolái Cherepnín                         |
| 1911 | Petrushka                                                        | Ígor Stravinski                                                         | París, Le Châtelet (13 de junio)                                                 | Michel Fokine                                                             | Alexandre Benois                            | Pierre Monteux                            |
| 1911 | El lago de los cisnes                                            | Chaikovski                                                              | Londres, Covent Garden (30 de noviembre)                                         | Michel Fokine (según Petipa)                                              | Alexandre Benois                            | Pierre Monteux                            |
| 1912 | Le Dieu Bleu. Legende hindu (según Cocteau y Madrazo)            | Reynaldo Hahn                                                           | París, Le Châtelet (13 de mayo)                                                  | Michel Fokine                                                             | Léon Bakst                                  | Désiré-Emile Inghelbrecht                 |
| 1912 | Thamar                                                           | Mily Balákirev                                                          | París, Le Châtelet (20 de mayo)                                                  | Michel Fokine                                                             | Léon Bakst                                  | Pierre Monteux                            |
| 1912 | La siesta de un fauno                                            | Claude Debussy                                                          | París, Le Châtelet (29 de mayo)                                                  | Vaslav Nijinsky                                                           | Léon Bakst - Odilon Redon                   | Pierre Monteux                            |
| 1912 | Daphnis et Chloé                                                 | Maurice Ravel                                                           | París, Le Châtelet (8 de junio)                                                  | Michel Fokine                                                             | Léon Bakst                                  | Pierre Monteux                            |
| 1913 | Jeux                                                             | Claude Debussy                                                          | París, Champs-Élysées (15 de mayo)                                               | Vaslav Nijinsky                                                           | Léon Bakst                                  | Pierre Monteux                            |
| 1913 | La consagración de la primavera                                  | Ígor Stravinski                                                         | París, Champs-Élysées (29 de mayo)                                               | Vaslav Nijinsky                                                           | Nicholas Roerich                            | Pierre Monteux                            |
| 1913 | Tragédie de Salomè                                               | Florent Schmitt                                                         | París, Champs-Élysées (12 de junio)                                              | Borís Románov                                                             | Serguéi Sudeikin                            | Pierre Monteux                            |
| 1914 | Papillons                                                        | Robert Schumann (orch.: Cherepnín)                                      | Montecarlo, Casino (16 de abril)                                                 | Michel Fokine                                                             | Mstislav Doboujinsky - Léon Bakst           | Pierre Monteux                            |
| 1914 | La Leyenda de José                                               | Richard Strauss                                                         | París, Opera (14 de mayo)                                                        | Michel Fokine                                                             | José María Sert - Léon Bakst                | Richard Strauss                           |
| 1914 | El gallo de oro                                                  | Nikolái Rimski-Kórsakov                                                 | París, Opera (24 de mayo)                                                        | Michel Fokine                                                             | Natalia Goncharova                          | Pierre Monteux                            |
| 1914 | El ruiseñor                                                      | Ígor Stravinski                                                         | París, Opera (26 de mayo)                                                        | Borís Románov                                                             | Alexandre Benois                            | Pierre Monteux                            |
| 1914 | Midas                                                            | Maximilien Steinberg                                                    | París, Opera (2 de junio)                                                        | Michel Fokine                                                             | Mstislav Doboujinsky                        | René Baton                                |
| 1915 | Soleil de Nuit                                                   | Nikolái Rimski-Kórsakov                                                 | Ginebra, Grand-Théâtre (20 de diciembre)- París, Opéra (29 de diciembre)         | Leonide Massine                                                           | Mijaíl Lariónov                             | Ernest Ansermet                           |
| 1916 | Las Meninas                                                      | Gabriel Fauré                                                           | San Sebastián, María Eugenia (21 de agosto) - París, Le Châtelet (25 de mayo)    | Léonide Massine                                                           | Carlo Socrate - José Maria Sert             | Ernest Ansermet                           |
| 1916 | Kikimora. Cuento de hadas ruso                                   | Anatoli Liádov                                                          | San Sebastián, María Eugenia (25 de agosto)                                      | Léonide Massine                                                           | Mijaíl Lariónov                             | Ernest Ansermet                           |
| 1916 | Till Eulenspiegel                                                | Richard Strauss                                                         | Nueva York, Manhattan Opera House (23 de octubre)                                | Vaslav Nijinsky                                                           | Robert E. Jones                             | Anselm Goethe                             |
| 1917 | Feu d'artifice                                                   | Ígor Stravinski                                                         | Roma, Teatro Constanzi (12 de abril)                                             | Léonide Massine                                                           | Giacomo Balla                               | Ernest Ansermet                           |
| 1917 | Les femmes de bonne humeur                                       | Domenicco Scarlatti (arr. Vincenzo Tommasini)                           | Roma, Teatro Constanzi (12 de abril)                                             | Léonide Massine                                                           | Léon Bakst                                  | Ernest Ansermet                           |
| 1917 | Les contes russes                                                | Anatoli Liádov                                                          | París, Le Châtelet (11 de mayo)                                                  | Léonide Massine                                                           | Mijaíl Lariónov - Natalia Goncharova        | Ernest Ansermet                           |
| 1917 | Parade (poema de Jean Cocteau)                                   | Erik Satie                                                              | París, Le Châtelet (18 de mayo)                                                  | Léonide Massine                                                           | Pablo Picasso                               | Ernest Ansermet                           |
| 1919 | La boutique fantasque                                            | Gioachino Rossini (orch.: Respighi)                                     | Londres, Teatro La Alhambra (5 de julio) - París, Opéra (24 de diciembre)        | Léonide Massine                                                           | André Derain                                | Henry Delfosse                            |
| 1919 | El sombrero de tres picos                                        | Manuel de Falla                                                         | Londres, Teatro La Alhambra (22 de julio) - París, Opéra (23 de enero de 1920)   | Léonide Massine                                                           | Pablo Picasso                               | Ernest Ansermet                           |
| 1920 | Le chant du rossignol                                            | Ígor Stravinski                                                         | París, Opera (2 de febrero)                                                      | Léonide Massine                                                           | Henri Matisse                               | Ernest Ansermet                           |
| 1920 | Pulcinella                                                       | Ígor Stravinski                                                         | París, Opera (15 de mayo)                                                        | Léonide Massine                                                           | Pablo Picasso                               | Ernest Ansermet                           |
| 1920 | Astuce fémenine                                                  | Domenico Cimarosa (orch.: Respighi                                      | París, Opera (27 de mayo)                                                        | Léonide Massine                                                           | José Maria Sert                             | Ernest Ansermet                           |
| 1920 | La consagración de la primavera                                  | Ígor Stravinski                                                         | París, Champs-Élysées (15 de diciembre)                                          | Léonide Massine                                                           | Nicholas Roerich                            | Pierre Monteux                            |
| 1921 | El bufón                                                         | Serguéi Prokófiev                                                       | París, Galerie-Lyrique (17 de mayo)                                              | Mijaíl Lariónov - Thadée Slavinsky                                        | Mijaíl Lariónov                             | Ernest Ansermet                           |
| 1921 | Cuadro Flamenco                                                  | Tradicional (orch.: Falla)                                              | París, Galerie-Lyrique (17 de mayo)                                              | Tradicional                                                               | Pablo Picasso                               | María de Albaícin                         |
| 1921 | La bella durmiente                                               | Piotr Ilich Chaikovski                                                  | Londres, Teatro La Alhambra (2 de noviembre)                                     | Marius Petipa (reconstruido por Nikolái Serguéiev)                        | Léon Bakst                                  | Gregor Fitelberg                          |
| 1922 | La boda de la Bella Durmiente del Bosque                         | Piotr Ilich Chaikovski                                                  | París, Opera (18 de mayo)                                                        | Marius Petipa (reconstruido por Nikolái Serguéiev y Bronislava Nizhinska) | Alexandre Benois - Goncharova               | Gregor Fitelberg                          |
| 1922 | Renard                                                           | Ígor Stravinski                                                         | París, Opera (18 de mayo)                                                        | Bronislava Nizhinska                                                      | Mijaíl Lariónov                             | Ernest Ansermet                           |
| 1922 | Mavra                                                            | Ígor Stravinski                                                         | París, Opera (3 de junio)                                                        | Bronislava Nizhinska                                                      | Leopold Survage                             | Gregor Fitelberg                          |
| 1923 | Les Noces                                                        | Ígor Stravinski                                                         | París, Galerie-Lyrique (13 de julio)                                             | Bronislava Nizhinska                                                      | Natalia Goncharova                          | Ernest Ansermet                           |
| 1924 | Les tentations de la bergère ou l'amour vaincu                   | Michel de Montéclair (orch.: Henri Casadesus                            | Montecarlo, Casino (3 de enero) - París, Champs Elysées (26 de junio)            | Bronislava Nizhinska                                                      | Juan Gris                                   | Eduard Flament                            |
| 1924 | Le medecin malgre lui                                            | Charles Gounod                                                          | Montecarlo, Casino (5 de enero)                                                  | Bronislava Nizhinska                                                      | Alexandre Benois                            | Eduard Flament                            |
| 1924 | Les Biches                                                       | Francis Poulenc                                                         | Montecarlo, Casino (6 de enero) - París, Champs Elysées (26 de mayo)             | Bronislava Nizhinska                                                      | Marie Laurencin                             | Eduard Flament                            |
| 1924 | Cimarosiana                                                      | Domenico Cimarosa                                                       | Montecarlo, Casino (8 de enero)                                                  | Leonide Massine                                                           | José Maria Sert                             | Eduard Flament                            |
| 1924 | Les Fâcheux                                                      | Georges Auric                                                           | Montecarlo, Casino (19 de enero) - París, Champs Elysées (4 de junio)            | Bronislava Nizhinska                                                      | Georges Braque                              | Edouard Flamment (reprise André Messager) |
| 1924 | Una noche en el Monte Pelado (Une nuit sur le Mont Chauve)       | Modest Músorgski                                                        | Montecarlo, Casino (13 de abril)                                                 | Bronislava Nizhinska                                                      | Natalia Goncharova                          | Eduard Flament                            |
| 1924 | Mercure                                                          | Erik Satie                                                              | París, Teatro de La Cigale (15 de junio) (Soirées du comte de Beaumont)          | Léonide Massine                                                           | Pablo Picasso                               | Roger Désormière                          |
| 1924 | Le train bleu. (Opereta según Jean Cocteau)                      | Darius Milhaud                                                          | París, Champs Élysées (24 de junio)                                              | Bronislava Nizhinska                                                      | Henri Laurens - Coco Chanel - Pablo Picasso | Pierre Monteux                            |
| 1925 | Zéphyr et Flore                                                  | Vladímir Dukelski                                                       | Montecarlo, Casino (28 de abril) - París, Gaieté-Lyrique (15 de junio)           | Léonide Massine                                                           | Georges Braque                              | Marc-Cesar Scotto                         |
| 1925 | Le Chant du rossignol                                            | Ígor Stravinski                                                         | París, Gaiete-Lyrique (17 de junio)                                              | George Balanchine                                                         | Henri Matisse                               | Ernest Ansermet                           |
| 1925 | Les matelots. Ballet de Borís Kojnó.                             | Georges Auric                                                           | París, Gaieté-Lyrique (17 de junio)                                              | Léonide Massine                                                           | Pedro Pruna                                 | Marc-Cesar Scotto                         |
| 1925 | Barabau                                                          | Vittorio Rieti                                                          | Londres, Coliseum (11 de diciembre) - París, Teatro Sarah Bernhardt (25 de mayo) | George Balanchine                                                         | Maurice Utrillo                             | Roger Désormière                          |
| 1926 | La Pastorale                                                     | Georges Auric                                                           | París, Teatro Sarah Bernhardt (29 de mayo)                                       | George Balanchine                                                         | Pedro Pruna                                 | Roger Désormière                          |
| 1926 | Jack in the Box                                                  | Erik Satie                                                              | París, Teatro Sarah Bernhardt (3 de junio)                                       | George Balanchine                                                         | André Derain                                | Roger Désormière                          |
| 1927 | La chatte                                                        | Henri Sauguet                                                           | Montecarlo, Casino (30 de abril) - París, Teatro Sarah Bernhardt (27 de mayo)    | George Balanchine                                                         | Naum Gabo - Antoine Pevsner                 | Marc-Cesar Scotto                         |
| 1927 | Mercure                                                          | Erik Satie                                                              | París, Teatro Sarah Bernhardt (1 de junio)                                       | Léonide Massine                                                           | Pablo Picasso                               | Roger Désormière                          |
| 1927 | Pas d'acier                                                      | Serguéi Prokófiev                                                       | París, Teatro Sarah Bernhardt (7 de junio)                                       | Léonide Massine                                                           | George Jaculov                              | Roger Désormière                          |
| 1928 | Ode                                                              | Nicolas Nabokov                                                         | París, Teatro Sarah Bernhardt (6 de junio)                                       | Léonide Massine                                                           | Peter Chelichev - Pierre Charbonnier        | Roger Désormière                          |
| 1928 | Apollo                                                           | Ígor Stravinski                                                         | París, Teatro Sarah Bernhardt (12 de junio)                                      | George Balanchine                                                         | André Bauschant - Coco Chanel               | Ígor Stravinski                           |
| 1928 | The Gods go a-beginning (Les Dieux mendiants)                    | Georg Friedrich Haendel (arr. Sir Thomas Beecham)                       | Londres, His Majesty's Theatre (16 de julio)- París, Opera (2 de diciembre)      | George Balanchine                                                         | Léon Bakst - Juan Gris                      | Sir Thomas Beecham                        |
| 1929 | Le Bal                                                           | Vittorio Rieti                                                          | Montecarlo, Casino (9 de mayo) - París, Teatro Sarah Bernhardt (28 de mayo)      | George Balanchine                                                         | Giorgio de Chirico                          | Marc-Cesar Scotto                         |
| 1929 | Renard                                                           | Ígor Stravinski                                                         | París, Teatro Sarah Bernhardt (21 de mayo)                                       | Serge Lifar                                                               | Mijaíl Lariónov                             | Ernest Ansermet                           |
| 1929 | El hijo pródigo                                                  | Serguéi Prokófiev                                                       | París, Teatro Sarah Bernhardt (21 de mayo)                                       | George Balanchine                                                         | Georges Rouault                             | Roger Désormière                          |

## Artistas Colaboradores

### Bailarines
Anna Pávlova, Vaslav Nijinsky, Tamara Karsávina, Adolf Bolm, Mathilde Kschessinska, Léonide Massine, Carlotta Brianza, Enrico Cecchetti, Anton Dolin, Liubov Yegórova, Michel Fokine, Vera Fókina, Stanislas Idzikowski, Serge Lifar, Alicia Markova, Bronislava Nijinska, Ida Rubinstein, Lydia Sokolova, Olga Jojlova, Olga Spesívtseva, Aleksandr Volinine, Nikolái Zvérev, entre otros.

### Coreógrafos
Michel Fokine, Nijinsky, Bronislava Nijinska, George Balanchine, Leonide Massine, Félix Hernández, Borís Románov.

### Compositores
Rusos: Modest Músorgski, Piotr Chaikovski, Aleksandr Borodín, Serguéi Prokófiev, Ígor Stravinski, Nikolái Rimski-Kórsakov, Antón Arenski, Nikolái Cherepnín, Maximilián Steinberg, Anatoli Liádov y Mili Balákirev.
Franceses: Maurice Ravel, Claude Debussy, Francis Poulenc, Erik Satie, Darius Milhaud, Georges Auric, Reynaldo Hahn, Florent Schmitt, Gabriel Fauré y Henri Sauguet.
Otros Compositores: Richard Strauss, Manuel de Falla, Ottorino Respighi y Vittorio Rieti

### Diseñadores de escenografía y vestuario
Diáguilev trabajo fundamentalmente con Léon Bakst y Alexandre Benois, pero, tras la Primera Guerra Mundial, prefirió colaborar con otros artistas, como los pintores Pablo Picasso, Henri Matisse, Georges Braque, André Derain, Maurice Utrillo, Georges Rouault, Marie Laurencin, Odilon Redon, Giorgio de Chirico, Josep Maria Sert, Nikolái Roerich, Natalia Goncharova, Iván Bilibin, Aleksandr Golovín, Pável Chélishchev, Mijaíl Lariónov, Juan Gris, Pedro Pruna y Joan Miró.

## Los Ballets Rusos en España
Cabe destacar un hecho importante que relaciona a los Ballet Rusos con España mucho antes de su llegada al país. El Conde de Casa Miranda residió en París un periodo previo a la Primera Guerra Mundial y él era un admirador del trabajo de Diáguilev, con quien tenía una cierta amistad. Es así como en 1916 es invitada la compañía a refugiarse en España por él, ya que era un país neutral frente el conflicto bélico. Inmediatamente fue apoyado por el rey Alfonso XIII. Encontraron en España un lugar seguro donde seguir luchando por su supervivencia, donde el público recibió de buen agrado a la compañía, sentía su sensibilidad y su gran brillantez al representar una obra.
El paso de los Ballet Rusos de Diáguilev por el territorio español marcó un punto de inflexión en su trayectoria, al producirse un intercambio de culturas y estilos. España tuvo una gran repercusión y aportó a su empresa artística nuevas formas y conceptos dancísticos. Todo aquello que tanto los intérpretes como el director aprendieron durante esta estancia, se vería reflejado más tarde en el resto de Occidente y en el resto de las obras que realizarían a partir de este momento.
Durante este periodo “El sombrero de tres picos” o “Tricornio” fue coreografiado, una de las grandes obras maestras nacidas en el seno de los Ballets Rusos. Pero cabe resaltar que tuvieron lugar muchas otras nuevas creaciones coreográficas que desgraciadamente a menudo pasan desapercibidas. Un ejemplo es “Cuadro Flamenco”, obra compuesta tras un viaje realizado por Diáguilev y Stravinsky junto a Borís Kojnó a Sevilla, partiendo de la gran admiración que estos sentían por todo “lo español”. Este ballet está inspirado en la Semana Santa, una tradición que impactó a los artistas. Se estrena en Gaîté Lyrique el día 12 de mayo de 1921 y un poco más tarde en Londres resultando ser un gran éxito. Aunque en realidad, no debería de hablarse de ballet, sino más bien, de un admirable espectáculo de tablao flamenco, entre guitarras, bailaores y cantaores.
Otra obra a resaltar es "Las Meninas". La idea surgió de Massine, que quería realizar algo que reflejase la dinastía de los Austrias pero con cierto carácter español. Para ello, se inspiró en el lienzo de “Las Meninas” del pintor Velázquez. Está basado en una pavana - baile característico del Renacimiento- del músico Gabriel Fauré, donde da vida a los personajes del cuadro al realizar una danza española. Se puede considerar un tributo del ballet ruso al pasado glorioso de España. El ballet se estrena, creando furor entre el público, en el Teatro Victoria Eugenia de San Sebastián el 21 de agosto de 1916.
Estas nuevas obras creadas para el público español, eran una de las manifestaciones artísticas en torno a la danza más analizadas y aclamadas por la crítica, tanto en España como en el extranjero. La diferencia es que en España, muchas veces, creaba una opinión más negativa en los colectivos más “conservadores”, al ver que la danza pura española y el flamenco estaban siendo fusionados con la clásica, como tantas otras veces dentro del mundo del arte había ya ocurrido cada vez que algo novedoso surgía.
Sin duda se puede afirmar que la colaboración de los Ballets Rusos de Diáguilev con los artistas españoles y los frutos que dieron, se enmarcan en lo que fue un capítulo muy significativo en la historia de la danza.

## Los Ballets Rusos en Francia
Francia se encontraba en un periodo de decadencia romántica como resultado de una repetición de fórmulas. Con la llegada de esta compañía dio pie a una paulatina recuperación puesto que supuso todo un éxito. El público parisino había quedado encantado con sus obras tan vanguardistas, por ello tras la muerte de Diáguilev, ese gusto por la novedad se mantuvo presente. Esto supuso una consecuencia bastante negativa, la ausencia de un repertorio estable, una situación en la que resulta complicado concebir el crecimiento de una compañía, en este caso de la Ópera. Sin embargo, las obras wagnerianas del mecenas harían con el paso del tiempo, un caso único de simbiosis entre tradición e innovación, resultando así en varias generaciones de bailarines dotados de una gran versatilidad. Además, su exitoso paso por la capital parisina, derivó en que varios artistas decidieran quedarse en la ciudad durante varios años,lo que aportó aún más variedad a la escuela francesa que estaba resurgiendo de sus cenizas.